# KK Busovača
KK Busovača je hrvatski košarkaški klub iz Busovače. Trenutačno se natječe u Košarkaškoj ligi Herceg-Bosne

## Povijest
Klub je osnovan 1978. godine pod imenom KK Jedinstvo. Prve su susrete igrali na terenu pored srednje škole u Busovači, a kasnije u novoizgrađenoj športskoj dvorani. 
Kroz svoje postojanje natjecao se u više natjecateljskih razreda.
Na otvorenju športske dvorane u Busovači odigrana je prijateljska utakmica između SFR Jugoslavije i SAD-a
Nakon ratnih događanja klub se ponovno aktivira pod nazivom HOKK Busovača, a 2013. godine mijenja ime u KK Busovača i igra u Košarkaškoj ligi Herceg-Bosne.

## Vanjske poveznice
- Službene stranice  Arhivirana inačica izvorne stranice od 14. prosinca 2017. (Wayback Machine)
- Facebook stranica kluba
- KK Busovača  Arhivirana inačica izvorne stranice od 17. lipnja 2017. (Wayback Machine) Košarkaški savez Herceg-Bosne